# 두충속
두충속(杜沖屬, 학명: Eucommia 에우콤미아[*])은 가리아목의 단형 과인 두충과(杜沖科, 학명: Eucommiaceae 에우콤미아케아이[*])의 유일한 속이다. 과거에는 두충목(Eucommiales)으로 분류하기도 하였다. 현존하는 유일한 종인 두충 및 몇몇 멸종한 종으로 이루어져 있다.

## 하위 분류
| 현존 - 두충(E. ulmoides Oliv.) | 멸종 - †E. constans Magallón-Puebla & Cevallos-Ferriz - †E. eocenica (Berry) Brown - †E. europaea Mädler - †E. jeffersonensis Call & Dilcher - †E. montana Brown - †E. rolandii Call & Dilcher |